# A&G TRIBAL RADIO エジソン
『A&G TRIBAL RADIO エジソン』（エー アンド ジー トライバル レディオ エジソン）は、文化放送制作で2015年4月から放送中のラジオ番組（アニラジ）である。

## 概要
2010年以降、「アニメファン」におけるマーケットが「巨大」と化し、主な企業も「アニラジ」に注目し始めるなど、過渡期を迎えている中で、これまで文化放送A&Gゾーンの中核ワイド番組として放送してきた『A&G 超RADIO SHOW〜アニスパ!〜』の放送枠と番組内容を受け継ぎ、新しく文化放送A&Gゾーンの中核ワイド番組としてスタート。
内容はその週に入ってきたアニメとゲームに関するニュースを伝えるほか、アニスパから受け継いだゲストコーナーに加え、アニメや、いわゆる「オタクトレンド」を番組の中で取り上げて、いわゆる次世代の「エジソン」を作り出す、いわばリスナーとの橋渡しの役割を果たすものである。
なお、タイトルにある「エジソン」には、「トーマス・アルバ・エジソンのような豊かな発想力を持って次世代のA&Gを担うA&G族の末裔（子孫）」、「A&GのSON（息子）」という意味が込められており、英文表記を「EDISON」ではなく「AGSON」としている。また、「TRIBAL RADIO」には、「A&G族（A&G TRIBAL）のためのラジオ番組」という意味が込められている。

## 放送・配信時間
番組開始当初の2015年度は、前番組同様に地上波放送は、ナイター期間中（4月 - 9月）は全編関東ローカル、ナイターオフ期間中（10月 - 3月）は21時台のみ一部NRN系列局ネット（山梨放送のみ該当）、22時台は関東ローカルの放送としていた。インターネット配信では、当初は超!A&G+にて全国で聴取が可能であったが、2025年3月で超!A&G+はサービス終了となるため、4月以降はQloveR「超！A&G+チャンネル」にて同様の体制でインターネット配信が行われている。
2016年4月から9月までは地上波での本放送は全編関東ローカルの一方、別途地方局向けの30分版が制作されていた。こちらは、本放送からゲスト出演パート「TRIBAL SQUARE」とコーナー「アイデアトースター」を再構成して放送するというもの。また番組エンディングでは文化放送と超!A&G+でも配信されていることを告知していた。ナイターオフ期間中のNRN番組扱いは2016年度も継続したが（21時台のみ）、同時ネット局がなくなったため、地上波での本放送は事実上通年で全編関東ローカルとなっていた。2017年度はこうした現状を鑑み、NRN番組より一旦除外されたが、2018年10月改編で約2年ぶりに地方局へのネット（21時台のみ）が行われることになった。しかし、2020年10月改編ではネット局がなく、地上波は3年ぶりに通年で事実上全編関東ローカルとなった。
なお、NRN番組扱いのナイターオフ期間中はCM枠で番組テーマソングがフィラーとして挿入されており、期間中のみ各局が差し替えてCMを流す形を取っている（文化放送では21時台のみクレジット読みは事前収録したものを使用している）。また、野球中継の延長により文化放送で定時開始にならなくても、野球中継の無い地方局に向けて裏送り放送が行われる。その模様を超!A&G+で配信する。
| A&G TRIBAL RADIO エジソン（本放送） | A&G TRIBAL RADIO エジソン（本放送） | A&G TRIBAL RADIO エジソン（本放送） | A&G TRIBAL RADIO エジソン（本放送） | A&G TRIBAL RADIO エジソン（本放送） | A&G TRIBAL RADIO エジソン（本放送） |
| 放送対象地域                        | 放送局名                            | 系列                                | 放送時間                            | 放送期間                            |                                     |
| ----------------------------------- | ----------------------------------- | ----------------------------------- | ----------------------------------- | ----------------------------------- | ----------------------------------- |
| 関東広域圏                          | 文化放送（QR） 「エジソン」制作局   | NRN                                 | 毎週土曜 21:00 - 23:00              | 2015年4月4日 -                      |                                     |

ネット配信
| QloveR「超！A&G+チャンネル」 | 毎週土曜 21:00 - 23:00 | 2025年4月5日 - | 文化放送でのラジオ放送と同時配信 |

### 過去のネット局
| A&G TRIBAL RADIO エジソン（本放送） | A&G TRIBAL RADIO エジソン（本放送） | A&G TRIBAL RADIO エジソン（本放送） | A&G TRIBAL RADIO エジソン（本放送） | A&G TRIBAL RADIO エジソン（本放送）                         | A&G TRIBAL RADIO エジソン（本放送） |
| 放送対象地域                        | 放送局名                            | 系列                                | 放送時間                            | 放送期間                                                    |                                     |
| ----------------------------------- | ----------------------------------- | ----------------------------------- | ----------------------------------- | ----------------------------------------------------------- | ----------------------------------- |
| 山梨県                              | 山梨放送（YBS）                     | NRN&JRN クロスネット局              | 毎週土曜 21:00 - 22:00              | 2015年10月3日 - 2016年3月26日                               |                                     |
| 栃木県                              | 栃木放送（CRT）                     | NRN                                 | 毎週土曜 21:00 - 22:00              | 2018年10月6日 - 2019年3月30日                               |                                     |
| 福井県                              | 福井放送（FBC）                     | NRN&JRN クロスネット局              | 毎週土曜 21:00 - 22:00              | 2019年10月5日 - 2020年3月28日 2018年10月6日 - 2019年3月30日 |                                     |
| A&G TRIBAL RADIO エジソン（30分版） |                                     |                                     |                                     |                                                             |                                     |
| 青森県                              | 青森放送（RAB）                     | NRN&JRN クロスネット局              | 毎週日曜 20:30 - 21:00              | 2016年4月3日 - 2016年9月25日                                |                                     |
| 鳥取県・島根県                      | 山陰放送（BSS）                     | NRN&JRN クロスネット局              | 毎週月曜 20:30 - 21:00              | 2016年4月4日 - 2016年9月19日                                |                                     |

ネット配信
| 超!A&G+ | 毎週土曜 21:00 - 23:00 | 2015年4月4日 - 2025年3月29日 | 文化放送でのラジオ放送と同時配信 |

### 超!A&G+でのナイターシーズンの対応について
ナイターシーズン（4月〜9月）に文化放送でスポーツ中継（主に「文化放送ホームランナイター」など）が延長した場合、「A&G 超RADIO SHOW〜アニスパ!プラス〜」までは穴埋め番組の「A-MusicStream」が番組開始まで配信されていたが、2014年度の配信をもって一旦終了となった。
2015年度からは「A-MusicStream」のコンセプトを残した状態の穴埋め番組が開始した。番組内容は「A-MusicStream」時代と一部を除き全く変わらず、アニソンがノンストップで流されるというものである。ただ、案内や説明などを担当していた原口は登場しなくなり、その代わりに本番組のパーソナリティの事前収録されたナレーションが使用される様に変更となった。このナレーションは2017年度から徐々に使用される頻度が少なくなり、2018年度からの「A-MusicStream」の再開と共に全て廃止された。
各年度によって対応が変わるため、ここからは各年度に分けて説明する。

#### 2015年度
上記にも記載している通り、「A-MusicStream」時代の様に原口は登場しなくなり、パーソナリティである花江・日高の「只今の時間、文化放送ではスポーツ中継をお届けしています。 超!A&G+ではエジソンが始まるまで心地よいアニソンをお送りします。」という事前収録されたものに変更とされた。このナレーションは花江・日高が出演していた2017年度まで同じものが使用されていた。
4月の配信では各10分毎に「エジソン」のオープニングが流れた後に花江・日高のナレーションが別BGM共に流すという方式を取っていたが、5月以降からは曲の冒頭や間奏の間に流すことが徐々に増え始め、徐々に元の「A-MusicStream」の方式に戻り始め、最終的に2016年度以降はこの方式に統一された。
また、配信中の簡易動画画面には、穴埋め番組の間のみ超!A&G+のロゴとその上に「エジソン」のロゴが表示され、各10分毎に一度フェードアウトさせる他、楽曲のワンコーラスを流した後に曲名のテロップが表示されるなど「A-MusicStream」の形状を継続してる部分もある。この画面は穴埋め番組の配信時のみで、番組本編が開始すると、通常の超!A&G+のロゴムービーとなる。この方式は番組開始以来、2016年・2017年度の一部時期を除いて変更されていない。
その他、2015年4月から約1ヶ月間は番組本編ジングルをジングルとして流していたが、2015年5月以降から当枠配信時間のみ「A-MusicStream」時代と同一の外人男性による「A&G Internet Radio 超!A&G+」・「A&G TRIBAL RADIO エジソン From 超!A&G+」と発言しているジングルに変更となった他、各10分毎に飛び降りできるように、余った時間はインスト楽曲を流し調節を行っていた。これに関しては2015年7月以降廃止されているが、29分・58分などの切れ目では引き続き継続されている。
ナイターオフ編成においては、日本シリーズ（例年10月下旬）が延長した場合、2015年度は「アニスパ!」同様、地方ラジオ局（山梨放送）とインターネット配信の超!A&G+とに対しては定刻の21:00から裏送りで開始し、文化放送の飛び乗りまではフリートークを中心とした内容で配信していた。

#### 2016年度
曲の冒頭や間奏の間に流すという方式へ完全統一されたこと以外は、2015年度後半の配信と変更は特になかった。ただ、9月の一部配信では番組冒頭・番組中盤で「A&Gオールスター2016」の宣伝が挿入されることが数回あり、内容としては各出演者の意気込みなどの音源が4分程度流されるというものだった。
10月の改編でNRN番組から除外された（2018年10月改編で再びNRN番組扱いに復帰）事により、地方ラジオ局でのネット局が存在しないため、ナイターオフ編成においては中継延長時にはナイターシーズン（4月 - 9月）同様の措置が採られるようになった。ただ、延長具合によっては途中で中断し、ゲスト枠などを放送するという対応が取られていたが、2017年度のナイターシーズン以降は行われていない。
ナイターシーズン中は方式も変更されず方式されていたが、ナイターオフ編成の10月22日・29日の配信では別スタッフである「霞 健人」が制作を行ったものが配信された。そのため、簡易動画ではテロップなどが表示されず、超!A&G+のデフォルト映像がそのまま流されるだけだった他、ジングルも花江・日高のジングルのみが使用される程度になっており、ジャンルも特定の作品・ジャンルなどに絞られたものであった。

#### 2017年度
2016年度との変化は殆ど見受ける事は無かったが、4月22日の配信のみ霞が制作したものが配信された。内容は2016年度と同様のもので、それ以降は制作者も戻って今までの通りの方式で配信が行われていた。
その一方、当日の内容によってはナイターシーズン中であっても、ナイターオフシーズン同様に超!A&G+のみ定刻の21:00から文化放送での放送開始までの間、裏送り配信するケースも見られた。ただ、ナイターオフシーズンはNRN番組扱いでは無かったため、裏送りされずに穴埋め番組が放送されていた。
| 超!A&G+ | 「エジソン」開始遅延時 21:00 - 「エジソン」開始 | 2015年度：2015年4月4日 - 9月19日（全14回） 2016年度：2016年4月2日 - 10月29日（全21回） 2017年度：2017年4月29日 - 11月4日（全20回） |  |

#### 2018年度
番組のリニューアルに合わせて、2014年まで放送されていた「A-MusicStream」の放送が約3年半振りに再開された。それに伴い、今まで挿入されていたナレーションが全て廃止され、その代わりに「A-MusicStream」と当番組のジングルを曲の冒頭や間奏の間に流すなど、当時に近い形式へ変更となった。また、動画に関しては前年度と大きな変更点はなく、各10分毎にフェードアウトするタイミングで「本編が始まるまで音楽をお送りします」や超!A&G+の対応方式が表記されたりするのは継続されている一方、常時左上に「cooperation of A-MusicStream」と表示されるようになり、「A-MusicStream」であるというアピールもなされるようになっている。
2014年度まではブログやTwitterに公式でセットリストを公開していたが、今回からは行われておらず、確認するには放送を直接聴くという事だけに限られている。
2017年度のナイターシーズン中に不定期で行われていた超!A&G+への裏送り対応が行われる事は無かったが、10月の改編から再び地方局へのネットが開始されたため、超!A&G+でもナイターオフの延長時には裏送り配信されている。この場合、21時台はフロート番組を除いて本来のタイムテーブルに沿って進行。22:00時点で野球中継が続いている場合は、超!A&G+向けにフリートーク・メール紹介・音楽のみで番組を続行する場合と、22:00で一旦終了して「A-MusicStream」を送る場合に分かれる。いずれの場合でも22時台に予定された内容およびフロート番組は文化放送での放送開始後に送る。CM枠は文化放送の放送開始まで一切挟まない。

#### 2019年度
土曜ナイター（「文化放送ホームランナイター」）のレギュラー放送が廃止され不定期放送に移った事から、シーズン中の中継が延長した場合の現状の対応は不明。日本シリーズ中継延長時の対応は、第1戦が行われた10月19日放送分では福井放送と超!A&G+向けに21:00から放送・配信を行った。
スポーツ中継に伴うものではないが、2019年10月12日は文化放送では令和元年東日本台風（台風19号）に伴う報道特別番組のため全編休止となり、福井放送ならびに超!A&G+に向けて当初のタイムテーブルに沿って放送を行った（22時台は超!A&G+のみに配信）。

#### 2020年度
ナイターオフシーズンにおける地方ネット局は再び皆無となったものの、日本シリーズ中継延長時の超A&G+向けの放送は前年同様に実施。第1戦が行われた11月21日放送分では超!A&G+向けに21:00から配信を行った。

#### 2021年度
前年同様にナイターオフシーズンにおける地方ネット局は皆無の状態であるが、日本シリーズ中継延長時の超A&G+向けの放送は行わなれず、第1戦が行われた11月20日放送分では2018年度以来約3年ぶりに「A-MusicStream」が放送された。
なお、2018年度まで文化放送でのスポーツ中継の延長が22時以降に及ぶ場合、超!A&G+では以下の対応となる。
| 文化放送での 開始時刻 | 対応                                                                          | 対応                                         |
| 文化放送での 開始時刻 | エジソン                                                                      | 後続番組「こむちゃっとカウントダウンプラス」 |
| --------------------- | ----------------------------------------------------------------------------- | -------------------------------------------- |
| 22:10 - 22:30         | 23:30まで全編配信                                                             | 23:59で飛び降り                              |
| 22:40 - 23:00         | 翌0:00まで全編配信                                                            | 休止                                         |
| 23:10 - 23:50         | 翌0:00で飛び降り                                                              | 休止                                         |
| 翌0:00以降            | 地方局ネットがある期間は翌0:00まで裏送り配信 地方局ネットがない期間は全編休止 | 休止                                         |

## パーソナリティ
| 担当期間                     | パーソナリティ | パーソナリティ |
| ---------------------------- | -------------- | -------------- |
| パイロット版 - 2018年3月31日 | 花江夏樹       | 日高里菜       |
| 2018年4月7日 - 2020年3月28日 | 江口拓也       | 大西沙織       |
| 2020年4月4日 - 2021年3月27日 | 江口拓也       | 髙橋ミナミ     |
| 2021年4月3日 - 2025年3月29日 | 天﨑滉平       | 髙橋ミナミ     |
| 2025年4月5日 -               | 畠中祐         | 芹澤優         |

- 花江と日高はインターネット上における違法アップロード撲滅の注意喚起、啓発CMにも出演している。

代役
- 西山宏太朗（2015年12月19日放送分[注 7]、2018年5月12日・7月21日放送分[注 8]、2018年8月25日放送分[注 9]）
- 梅原裕一郎（2015年12月19日放送分[注 7]）
- 瀬戸麻沙美（2017年10月7日[注 10]、2021年8月7日放送分[注 11]）
- 日高里菜（2018年4月21日放送分[注 8]、2019年10月26日放送分[注 12]、2020年10月31日放送分[注 12]）
- 小林裕介（2018年6月2日放送分[注 12]）
- 赤﨑千夏（2018年7月7日放送分[注 8]）
- 代永翼（2018年10月20日放送分[注 13]）
- 加隈亜衣（2018年11月17日放送分[注 12]）
- 羽多野渉（2018年12月1日放送分[注 8]）
- 高橋未奈美（2018年12月8日放送分[注 12]）
- 天﨑滉平（2019年2月16日・7月13日・10月19日[注 12]、2019年11月30日放送分[注 14]、2020年4月4日放送分[注 15]）
- 福山潤（2019年4月20日放送分[注 12]）
- 千本木彩花（2019年5月4日・2020年2月1日放送分[注 16]）
- 小野友樹（2019年6月8日放送分[注 12]）
- 岡本信彦（2019年7月6日放送分[注 12]、2022年10月1日・10月29日放送分[注 17]）
- 千葉翔也（2019年8月10日放送分[注 12]）
- 安元洋貴（2019年9月28日放送分[注 12]）
- 熊谷健太郎（2021年1月23日・8月28日・11月20日放送分[注 15]、2022年10月22日放送分[注 17]）
- 大西沙織（2021年7月31日[注 18]・2022年6月25日放送分[注 11]）
- 小澤亜李（2021年8月28日放送分[注 11]）
- 佐倉綾音（2021年9月25日放送分[注 11]）
- 石川界人（2022年2月12日放送分[注 15]）
- 井口裕香（2022年8月6日放送分[注 19]）
- 森久保祥太郎（2022年9月24日・10月15日放送分[注 17]）
- 梶原岳人（2022年11月12日放送分[注 20]）
- Machico（2022年12月24日放送分[注 11]）
- 笠間淳（2023年1月7日放送分[注 21]）
- 浦和希（2025年1月25日放送分[注 15]）
- 松岡美里（2025年2月22日放送分[注 22]）
- 山下大輝（2025年5月24日[注 23]）
- 榎木淳弥（2025年7月12日[注 23]）

特別版
- 大橋彩香、福原綾香、原紗友里（2018年10月27日放送分[注 24]）
- 小倉唯、千本木彩花、長縄まりあ、本渡楓[注 25]、寺島拓篤、千葉翔也[注 26]（2019年1月5日放送分）
- 寿美菜子、高垣彩陽、戸松遥、豊崎愛生（2019年4月27日放送分[注 27]）
- 内山悠里菜、安齋由香里、稗田寧々、土屋李央（2020年4月11日放送分[注 28]）
- 井口裕香（2020年7月18日放送分[注 29]）

その他
- 熊谷健太郎（2024年11月9日[注 30]）

## テーマ曲
- 作曲：井上拓（2018年4月7日 - ）
  - 初代：ヒャダイン（2015年4月4日 - 2017年4月1日）
  - 2代目：MONACA（2017年4月8日 - 2018年3月31日）

## タイムテーブル
2024年10月現在
21時台
- 21:00：オープニング（フリートーク、番組予告、「TRIBAL SQUARE」テーマメール告知）
- 21:08：エジソンFLASH
- 21:10：エジソン スペースI - 番組がない場合はフリートーク・ふつおた紹介・週替わり企画[注 31]
- 21:20：未来ソケットまたはフリートーク・週替わり企画[注 31]
- 21:45：エジソン スペースII - 番組がない場合は週替わり企画[注 31]
- 21:55：週替わり企画[注 31]（不定期）
- 21:58：21時台エンディング[注 32]（「TRIBAL SQUARE」テーマメール告知、ふつおた紹介）

ステーションブレイク・ラジオ時報CM
22時台
- 22:00：フリートーク・ふつおた紹介・週替わり企画[注 31]（不定期）
- 22:02：えじおし
- 22:05：エジソン スペースIII - 番組がない場合は週替わり企画[注 31]
- 22:15：TRIBAL MEETING
- 22:20：TRIBAL SQUARE
- 22:38：プレゼントコーナー - 通常は「TRIBAL SQUARE」、または感想メール紹介
- 22:40：A&G TRIBALチェック
- 22:45：エジソン スペースIV - 番組がない場合は基本的に「TRIBAL SQUARE」
- 22:55：エンディング（「TRIBAL SQUARE」感想メール紹介、次回予告、後続番組『A&Gメディアステーション FUN MORE TUNE』告知）

ステーションブレイク・ラジオ時報CMを挟み、『FUN MORE TUNE』に接続

### エジソン スペース（フロート番組枠）
- エジソン スペースI （21時台前半） - （放送なし）
- エジソン スペースII （21時台後半） - （放送なし）
- エジソン スペースIII （22時台前半） - 「グリモアpresents ブレ×ブレ ラジオのようなもの」（パーソナリティ：末柄里恵、2017年7月8日 - ） - グリモア提供
- エジソン スペースIV （22時台後半） - 「週刊秋田書店 ラジオ編集部」（パーソナリティ：赤﨑千夏、伊東健人、2020年4月4日 - ） - 秋田書店提供

### コーナー

#### 現在
エジソンFLASH
アニメ・ゲーム関連の最新ニュースをFLASH形式で伝えた後、パーソナリティがニュースについてコメントする。
未来ソケット
アニメ・ゲーム関連の新製品やトレンドを「フィラメンツ」と総称して、紹介する。
声優・アニソンアーティストによるイベントの番組先行予約も当枠で実施する。
ナイターシーズンを中心に放送。「TRIBAL SQUARE」として、ゲストを迎え入れる場合は休止
A&Gピックアップ
A&G番組の中から毎回1つピックアップし、メッセージ等を交えながら紹介する。
TRIBAL MEETING
その週の「エジソンFLASH」の中から1つの話題を、リスナーの意見を交えながら深掘りしていく（2019年4月13日放送分より開始）。
TRIBAL SQUARE
『アニスパ!』から引き継ぐ、声優・アニソンアーティストをゲストに迎えて、アニメ・ゲーム等の作品紹介やアニメ・ゲームに関連した企画を行う、特集企画コーナー。
作品紹介とともに、リスナーから寄せられたテーマメールを使った企画や、番組が用意した企画を行う。
エジソンMANIAC
「TRIBAL SQUARE」のスピンオフ企画として開始した不定期コーナー。
1つの掘り下げてみたいテーマを掲げ、そのテーマに詳しいゲスト、あるいはテーマのことが大好きなゲストを集めて、ひたすらマニアックなセカイを繰り広げていく（2021年6月5日放送分より開始）。
えじおし
毎月アニメや声優関連の楽曲の中から番組が決めた一曲を、番組内で毎回流している。
これとは別に、「文化放送プラスチューン」（文化放送 一般番組枠における「ヘヴィー・ローテーション」）として選曲された楽曲が、2018年4月より流されるようになった。

#### 終了
アイデアトースター
番組名「エジソン」の由来となっている発明家トーマス・エジソンちなんで、リスナーから寄せられた発明エピソードや発明の失敗エピソードを紹介する。
TRIBAL History
「超!A&G+」が2017年9月3日で開局10周年を迎えたことを記念して、「超!A&G+」の人気番組の第1回および今をトキメク人気声優の「超!A&G+」での初々しい第一声をアーカイブ音源で紹介し、開局からの10年の歩みを振り返る（2017年10月28日から12月23日までの全9回）。
- 第1回

井口裕香『井口裕香の超ラジ!Girls』
- 第2回

杉田智和『アニゲラ!ディドゥーーン!!!』
- 第3回

花澤香菜『花澤香菜のひとりでできるかな?』
- 第4回

小松未可子・三上枝織・大久保瑠美・高森奈津美・上坂すみれ『A&G NEXT GENERATION Lady Go!!』
- 第5回

竹達彩奈・沼倉愛美『竹達・沼倉の初ラジ!』
- 第6回

岡本信彦『RADIO 4Gamer』
- 第7回

小野賢章・小野友樹『黒子のバスケ放送委員会』
- 第8回

佐倉綾音『佐倉綾音のかけだし、さくら前線。』
大西沙織『大西沙織のあなたの血が気になります!!』
- 第9回

花江夏樹『逢坂市立花江学園〜Radio』
日高里菜『日高里菜の♪やればデキル子?なんですっ!!』
花江と日高の戦い
花江と日高がディベート対決を行い、勝敗をtwitterのアンケート機能を使ったリスナー投票で決める。「花江vs日高 FLASHバトル」からタイトル変更。
クイズで学ぼう A&Gおもしろニュース
「エジソンFLASH」で取り上げるまでもないアニメ・ゲーム関連のニュースを、クイズ形式で紹介する。
トライバルリクエスト
リスナーから寄せられたテーマに沿ったアニソンリクエストとエピソードを紹介する。
寄せられたリクエストは、ナイター期間中のクッションプログラム内で選曲される場合がある。
A&Gキャラクターソングス
当コーナーが行われる時期に放送中のアニメ作品の中から、番組が選んだキャラクターソングを紹介する（2018年6月9日放送分より開始）。
TRIBALレスキュー
「自分たちの番組をもっと知ってもらいたい」という様々なA&G番組を取り上げる（2019年5月18日放送分より開始）。
クイズで学ぼう A&Gおもしろニュース

#### エジソン スペース（フロート番組枠）
エジソンスペースI（21時台前半）
（※放送なし、2015年4月4日 - 9月26日）
- eBookJapan presents 電脳花江書店（パーソナリティ：花江夏樹、2015年10月3日 - 12月26日） - eBookJapan提供 #エジソンスペースI

（※放送なし、2016年1月2日 - 10月29日）
- Amazing Radio Performers（パーソナリティ：AR performers、2016年11月5日 - 2017年3月26日） - ユークス提供

（※放送なし、2017年4月1日 - 12月30日）
- 花江夏樹・日高里菜 声タイ情報局（パーソナリティ：花江夏樹、日高里菜、2018年1月6日 - 3月31日）

（※放送なし、2018年4月7日 - 12月29日）
- ぷれざんまい（パーソナリティ：諏訪部順一、幾原邦彦、2019年1月5日 - 3月30日[注 34]） - ムービック提供

（※放送なし、2019年4月6日 - 2019年7月27日）
- 江口拓也のて・ご・た・え ありました!（パーソナリティ：江口拓也、2019年8月3日 - 12月28日） - 花王提供

（※放送なし、2020年1月4日 - 2021年1月30日）
- GUNDAM Café RADIO（パーソナリティ：置鮎龍太郎、2021年2月6日 - 3月27日）BANDAI SPIRITS提供

（※放送なし、2021年4月3日 - 10月30日）
- サッポロ一番presents諏訪部順一のひとてまラジオ!!（パーソナリティ：諏訪部順一、2021年11月6日 - 2022年3月26日） - サンヨー食品提供

（※放送なし、2022年4月2日 - 4月30日）
- 芹澤優と古賀葵のヘブンバーンズレディオ（パーソナリティ： 芹澤優、古賀葵、2022年5月7日 - 6月25日[注 35]） - WFS提供
- スギ薬局presents 小野賢章のビビビ!（パーソナリティ：小野賢章、2022年7月2日 - 2023年9月30日[注 36]） - スギ薬局提供

（※放送なし、2023年10月7日 - 2024年3月30日）
- 「ブルアカらじお!〜エジソン課外授業〜」（パーソナリティ：三浦千幸、石飛恵里花、2024年4月6日 - 9月28日） - Yostar提供

（※放送なし、2024年10月5日 - ）
エジソン スペースII（21時台後半）
- カドまる情報局 NeXT[注 37]（パーソナリティ: 河本啓佑、加藤里保菜[21][注 38]、2015年4月4日 - 2016年9月24日） - KADOKAWA提供[注 39]
- Radio RefRain Letter of "R"（パーソナリティ：上田麗奈、2016年10月1日 - 12月24日） - Lantis提供
- 大橋彩香のわがまま Music Pad（パーソナリティ：大橋彩香、2016年12月31日 -2017年4月1日[注 40]） - Lantis提供

（※放送なし、2017年4月8日 - 7月1日）
- AVA presents 竹内美宥・石川界人のMusic Creative!（パーソナリティ：竹内美宥、石川界人、2017年7月8日 - 9月30日） - アカツキ・ヴァーチャルアーティスツ提供

（※放送なし、2017年10月7日 - 10月28日）
- ぱすてるメモリーズラジオ（パーソナリティ：新田ひより、2017年11月4日 - 11月25日） - フリュー提供

（※放送なし、2017年12月2日 - 2018年1月27日）
- Yostar presents 加隈亜衣のアズールレーディオ（パーソナリティ：加隈亜衣、2018年2月3日 - 2018年3月31日[注 41]） - Yostar提供
- Live.me presents 大西沙織のListen.me（パーソナリティ：大西沙織、2018年4月7日 - 2018年10月6日） - キングソフト提供
- あにてれ presents フレンズ探検隊2[注 42]（パーソナリティ：小野早稀、佐々木未来、根本流風、2018年10月6日 - 2019年3月30日） - テレビ東京提供（2018年12月1日 - 2019年3月30日[注 43]）
- 岡本信彦のひとくちPIKOフロート（パーソナリティ：岡本信彦、2019年4月6日 - 2020年3月28日） - デニーズ提供（2019年7月6日 - 9月28日）
- Paradox Live Radio（パーソナリティ：Paradox Live出演キャスト、2020年4月4日 - 6月27日） - エイベックス・ピクチャーズ、ジークレスト提供
- 上坂すみれのレヱル・ロマネスクラヂオ（パーソナリティ：上坂すみれ、2020年7月4日 - 9月26日） - スカーレットキューブ提供

（※放送なし、2020年10月3日 - 12月26日）
- エジソン ボイコネ劇団（パーソナリティ：土岐隼一、2021年1月2日 - 3月27日） - NTTソルマーレ提供

（※放送なし、2021年4月3日 - 6月26日）
- スマートニュースpresents 岡本信彦 王手飛車取りRadio（パーソナリティ：岡本信彦、2021年7月3日 - 9月25日） - スマートニュース提供

（※放送なし、2021年7月3日 - 2022年1月29日）
- 松永製菓プレゼンツひとかな出張版! しるこサンドに胸キュン!（パーソナリティ：花澤香菜、2022年2月5日 - 2月26日） - 松永製菓提供

（※放送なし、2022年3月5日 - 3月26日）
- 牧場物語 山下の大輝のラジオステーション（パーソナリティ：山下大輝、2022年4月2日 - 2023年3月25日） - マーベラス提供

（※放送なし、2023年4月1日 - 2024年3月30日）
- Lv2からチートだった元勇者候補のまったり異世界ライフ on the radio〜出張版〜（パーソナリティ：日野聡、釘宮理恵、2024年4月6日 - 6月29日）

（※放送なし、2023年7月6日 - ）
エジソン スペースIII（22時台前半）
- 宏太朗と裕一郎 ひょろっと男子（パーソナリティ：西山宏太朗、梅原裕一郎、2015年4月4日 - 2017年4月1日[注 44]） - バンプレスト提供

（※放送なし、2017年4月8日 - 7月1日）
エジソン スペースIV（22時台後半）
- メカクシラジオ（パーソナリティ：メカクシ団、2015年4月4日 - 6月27日）
- イヤホンズのあなたのお耳にプラグイン!（パーソナリティ：イヤホンズ[注 45]、2015年7月4日 - 9月26日） - EVIL LINE RECORDS、イヤホンズ応援団提供

（※放送なし、2015年10月3日 - 12月26日）
- 日高里菜・大久保瑠美の「ALICE ORDER」ラジオーだー!（パーソナリティ：日高里菜、大久保瑠美、2016年1月2日 - 3月26日[注 46]） - スクウェア・エニックス提供
- スクエニ 第10BD開発局（パーソナリティ：日高里菜・大久保瑠美、2016年4月2日 - 9月24日[注 47]） - スクウェア・エニックス提供
- なつきゆうきのアカリコメンド!「アカシックリコード」（パーソナリティ：花江夏樹、桑原由気、2016年10月1日 - 2017年3月25日） - スクウェア・エニックス提供
- 青空アンダーガールズ あおラジ（パーソナリティ：青空アンダーガールズ、2017年4月8日 - 2018年9月29日） - スクウェア・エニックス提供

（※放送なし、2018年10月13日 - 12月29日）
- 本渡楓・長縄まりあのガルラジ情報局（パーソナリティ：本渡楓、長縄まりあ、2019年1月5日 - 3月30日） - 中日本高速道路株式会社、ドワンゴ提供

（※放送なし、2019年4月6日 - 6月29日）
- CUE!&A（パーソナリティ：『CUE!』出演キャスト、2019年7月6日 - 9月28日） - リベル・エンタテインメント提供
- Radioオンエア!〜宝石が丘学園放送部〜（パーソナリティ：永塚拓馬、石谷春貴、2019年10月5日 - 2020年3月28日） - coly提供

## ゲスト
ゲストコーナーは原則として22時台「TRIBAL SQUARE」のみ。以下の表記で「-」はゲストなし。「休止」は予定されていたコーナー自体が休止。21時台については、「TRIBAL SQUARE」・スペシャルウィーク企画実施時のみ表記する。放送時間は文化放送でのものを掲載するが、地方ネット局及び超!A&G+向けの裏送りがあった場合は裏送り分の放送時間もしくは配信時間と文化放送での放送時間（翌0:00以降のみ）の通算時間を「/斜字」で別に記載する。また、文化放送でのスポーツ中継延長により放送終了が23時30分以降になる場合は、放送時間の下に時刻を記載。なお、2019年度以降は土曜ナイター（「文化放送ホームランナイター」）のレギュラー放送の廃止に伴い、放送時間の記載は原則削除している（放送時間変更の場合は放送日に注釈の形で記載）。

### 2015年
花江・日高体制（SP2回+レギュラー 全157回）

### 2018年
江口・大西体制

### 2020年
江口・髙橋体制

### 2021年
天﨑、髙橋体制

### 2025年
畠中、芹澤体制

### エジソンスペース内ゲスト

#### エジソンスペースI
電脳花江書店（2015年10月3日 - 12月26日）
- 2015年10月3日・10日：日高里菜
- 2015年10月17日 - 31日：大久保瑠美
- 2015年11月7日 - 28日：TRUE、松澤千晶
- 2015年12月5日 - 26日：羽多野渉（公開録音の模様を放送）

Amazing Radio Performers（2016年11月5日 - 2017年3月26日）
- 2016年11月19日・26日：平田祥一郎

GUNDAM Café RADIO（2021年2月6日 - 3月27日）
- 2021年2月6日 - 27日：阪口大助
- 2021年3月6日 - 27日：三木眞一郎

#### エジソンスペースII
ぱすてるメモリーズラジオ（2017年11月4日 - 11月25日）
- 2017年11月11日 - 25日：鳥部万里子・山本亜衣

Yostar presents 加隈亜衣のアズールレーディオ（2018年2月3日 - 2018年3月31日）
Live.me presents 大西沙織のListen.me（2018年4月7日 - 2018年10月6日）
上坂すみれのレヱル・ロマネスクラヂオ（2020年7月4日 - 9月26日）
- 2020年7月4日 - 25日：洲崎綾
- 2020年8月1日 - 29日：内田彩
- 2020年9月5日 - 26日：久保ユリカ

#### エジソンスペースIII
グリモアpresents ブレ×ブレ ラジオのようなもの（2017年7月8日 - ）
2023年度
- 2023年4月1日・4月8日：和氣あず未
- 2023年4月15日・4月22日：高柳知葉
- 2023年4月29日・5月6日：天海由梨奈
- 2023年5月13日・5月20日：藤田茜
- 2023年5月27日・6月3日：真野あゆみ
- 2023年6月10日・6月17日：長縄まりあ
- 2023年6月24日・7月1日：本渡楓
- 2023年7月8日・7月15日：金元寿子
- 2023年7月22日・7月29日：井澤詩織
- 2023年8月5日・8月12日：若山詩音
- 2023年8月19日・8月26日：川口莉奈
- 2023年9月2日・9月9日：富田美憂
- 2023年9月16日・9月23日：阿澄佳奈
- 2023年9月30日・10月7日：山下七海
- 2023年10月14日・10月21日：首藤志奈
- 2023年10月28日・11月4日：鈴代紗弓
- 2023年11月11日・11月18日：幸村恵理
- 2023年11月25日・12月2日：和氣あず未
- 2023年12月9日・12月16日：桑原由気
- 2023年12月23日・12月30日：小原好美
- 2024年1月6日・1月13日：日高里菜
- 2024年1月20日・1月27日：朝井彩加

#### エジソンスペースIV
イヤホンズのあなたのお耳にプラグイン!（2015年7月4日 - 9月26日）
- 2015年7月4日：あさのますみ

なつきゆうきのアカリコメンド!「アカシックリコード」（2016年10月1日 - 2017年4月1日）
- 2017年2月4日・11日：五十嵐裕美

本渡楓・長縄まりあのガルラジ情報局（2019年1月5日 - 3月30日）
- 2019年2月2日・9日：赤尾ひかる
- 2019年2月16日・23日：春野杏
- 2019年3月16日・23日：佳村はるか

週刊秋田書店 ラジオ編集部（2020年4月4日 - ）
- 2020年7月4日・11日：高尾奏音、篠原侑
- 2020年7月18日・25日：島崎信長
- 2020年10月10日・17日：板垣巴留
- 2021年1月2日・9日：小林親弘
- 2021年2月13日・20日：河上だいしろう

## エジソンアワード
- エジソンに多大な貢献をしてくれた出演者を年1で番組が勝手に表彰。番組としてそれぞれ各賞を送るものである。
- 第1回、2016年12月31日（トロフィーは、受賞者持ち回りとなっている）
  - 【最多出演賞】小林裕介
  - 【最多楽曲オンエア賞】水瀬いのり
  - 【主演男優賞】津田健次郎
  - 【最短出演時間賞】山本希望
  - 【マンションヤシャスィーン賞】小林裕介
  - 【ベストチャレンジャー賞】高橋李依
  - 【日高里菜から色々なことで迷惑をかけてしまって、本当に申し訳ありません。これに懲りずまたエジソンに遊びに来てくださいね賞】小倉唯
  - 【ベスト感動賞】花江夏樹
- 第2回、2017年12月30日
  - 【最多出演賞】東山奈央
  - 【最多楽曲オンエア賞】内田真礼
  - 【新人賞】氷川きよし
  - 【パワーワード賞】小澤亜李
  - 【次世代ヒロイン賞】江口菜子
  - 【超!A&G+賞】大久保瑠美
  - 【なんか色々ごめんなさい賞】明坂聡美
  - 【ベスト感動賞】潘めぐみ
  - 【ベストベレーバー賞】日高里菜
  - 【寒空ヤシャスィーン賞】小林裕介
- 第3回、2018年12月29日
  - 【最多出演賞】加隈亜衣
  - 【新人賞】石飛恵里花
  - 【お世話になったで賞】吉江輝成（ランティス）
  - 【最長オンエア賞】大橋彩香・福原綾香・原紗友里
  - 【最多楽曲オンエア賞】水樹奈々
  - 【キャラクター賞】セブン冬アイスヲオススメシタイマン江口
- 第4回、2020年1月4日
  - 【新人賞】ファイルーズあい
  - 【代打パーソナリティ賞】天﨑滉平
  - 【ためになったで賞】深澤諭史（弁護士）
  - 【一人で切り盛り賞】大西沙織
  - 【最多出演賞・ベスト書き取り賞・お世話になったで賞】水瀬いのり
  - 【最少出演賞】加隈亜衣
- 第5回、2022年1月1日
  - 【新人賞】ラブライブ!スーパースター!!の「Liella!」から、伊達さゆり、青山なぎさ
  - 【沢山待ってくれたで賞】駒形友梨
  - 【最多代打賞】熊谷健太郎
  - 【最多出演賞】住谷哲栄
- 第6回、2022年12月31日
  - 【新人賞】伊東歌詞太郎
  - 【ベストドレッサー賞】石川界人
  - 【体張ったで賞】熊田茜音
  - 【厄年だったで賞】髙橋ミナミ
  - 【孤軍奮闘賞】天﨑滉平
  - 【最多出演賞】森久保祥太郎
- 第7回、2023年12月30日
  - 【新人賞】佐久間大介
  - 【最多楽曲OA賞】サンドリオン
  - 【日本シリーズ男で賞】熊谷健太郎
  - 【ギャップ賞】ASCA
  - 【小鹿賞】上杉真央、阿部寿世（fripSide）
  - 【エジソンジャック賞】内田真礼
  - 【マリトッツォォォォォ賞】岡咲美保
- 第8回、2025年1月4日
  - 【新人賞】IBERIs_and
  - 【最多楽曲OA賞】オーイシマサヨシ
  - 【マブダチ賞】小野賢章
  - 【最長フロート番組賞】ブレ×ブレ ラジオのようなもの
  - 【新宇宙人賞】ぼっちぼろまる
  - 【戸谷やべー賞】戸谷菊之介
  - 【エジソンあるある賞】日高里菜

## その他
- 2016年10月29日放送分では、上述にも記載のとおり、野球中継延長により当初21時台のゲストであった鈴木このみを、超!A&G+にて21:55から約15分間のみ一足先に番組を開始しゲスト出演させた。その後、文化放送にて放送開始すると再び出演した。
- 2018年4月14日は「A&Gメディアステーション こむちゃっとカウントダウン 放送800回突破記念スペシャル」（21:00 - 24:00）が放送されたため、本番組は初の休止となった。ただし、#エジソン スペース（フロート番組枠）などのスポンサー枠は通常通り放送された。
- 2018年6月16日放送分では、2018年7月に放送開始20年目になる「ラジオどっとあい」特集を行い、歴代パーソナリティからのメッセージ音源の放送や、第75代目になるパーソナリティが岡咲美保であることを番組内で発表した。コーナーでは、大西とゲストそれぞれの番組コーナーを一部再現したり、新番組タイトルに「岡咲美保の花咲け!美保ちゃん♪」と提案し、正式タイトルとして採用された[26]。
- 2020年6月27日放送分では、『阿澄佳奈のキミまち!』『こむちゃっとカウントダウン』との連動企画で『うたの☆プリンスさまっ♪』の10周年記念特集となった[27]。
- 不定期で特別版が放送されることがある。この場合、レギュラーパーソナリティーは出演しない。ただし、フロート番組は原則通常通り放送される。
  - 2018年10月27日放送分では、タイトルを「A&G TRIBAL RADIO エジソン アイドルマスター シンデレラガールズ 7th ANNIVERSARY CINDERELLA M@GICAL SONGS 『マジソン』」とし、アイドルマスター シンデレラガールズが番組を完全ジャックする特別版となった[28]。
    - オープニング、ジングル、BGMがすべてシンデレラガールズ関連の楽曲になった。
    - 番組コーナーである「エジソンフラッシュ」は「シンデレラフラッシュ」と名称の変更に加え、ニュース内容もシンデレラガールズ関連に特化した特別版となった。
    - フロート番組などのスポンサー枠の一部は野球中継終了後に放送された。なお、2018年度ナイターオフのネット局のひとつである福井放送では、野球中継（日本シリーズ第1戦）が行われたため休止。また、文化放送では野球中継[注 70]が延長し、4時間38分にわたる試合を完全中継したため、栃木放送と超!A&G+では定時スタートしたが、超!A&G+は翌0:00まで当番組の配信を行い、その後の30分間は文化放送のみで放送し、通算で3時間30分に及ぶ番組史上最も長い放送時間となった。

  - 2019年1月5日放送分では、「文化放送新春スペシャル A&G TRIVAL RADIO エジソン〜集まれ年女&年男〜」が録音放送された。この放送は、「A&Gメディアステーション こむちゃっとカウントダウン」を休止し、「エジソン」・「こむちゃ」両番組のパーソナリティが出演しない3時間の特別番組となった。21・22時台は「〜集まれ年女!〜」、23時台は「〜集まれ年男!〜」が放送された[29]。
    - 番組コーナーである「エジソンフラッシュ」は、一部出演者の生まれ年に当たる1994年に起きたA&G関連の出来事がまとめられた特別版となった。

  - 2019年4月27日放送分では、この日限りの正式タイトルを「A&G TRIBAL RADIO エジソン『スフィア"10s"アニバーサリースペシャル』」とし、声優ユニットのスフィアが番組を完全ジャックする特別版となった[30]。
    - オープニング、ジングル、BGMには、すべてスフィアの楽曲が使用された。
    - 番組コーナーである「エジソンフラッシュ」は「スフィアフラッシュ」と名称の変更に加え、ニュース内容もスフィアに特化した特別版となった。

  - 2020年4月11日放送分では、「A&G TRIBAL RADIO エジソンSP~超!CUE!&Aこれまでもこれからもサンキュー!」が特別番組として生放送された[31]。なお、内山悠里菜はテレワークでの出演となった[32]。また、水曜日パーソナリティの宮原颯希は体調不良のため欠席となり、稗田寧々が宮原の代役で出演した[33]。
    - オープニング、ジングル、BGMには、「A&G NEXT ICON 超!CUE!&A」と同様の曲が使用された。

  - 2020年7月18日放送分では、文化放送Special Program「3rdアルバム『clearly』リリース記念スペシャル☆井口裕香のイグソン」が特別番組として生放送された[34]。
    - ゲストコーナーのBGMには、『 井口裕香のむ〜〜〜ん ⊂（ ＾ω＾）⊃』と同様の曲が使用された。
    - 番組コーナーである「エジソンフラッシュ」は「イグソンフラッシュ」と名称の変更に加え、ニュース内容も井口裕香に特化した特別版となった。